# Placídia (menina ilustre)
Placídia (em latim: Placidia) era uma nobre romana do começo do século VI, ativa no Reino Ostrogótico. Segundo uma inscrição (3897 = ILCV 223) encontrada próximo de Verona, era uma jovem ilustre e letrada (em latim: inlustris puella, instructa litteris). Faleceu aos 18 anos e 11 meses e foi sepultada próximo de Verona em 11 de outubro de 532.